# Oliva Nocellara del Belice
Oliva Nocellara del Belice è un prodotto ortofrutticolo italiano con due denominazioni di origine protetta (DOP).
Si tratta di un'oliva particolarmente grossa e gustosa, che si produce dall'omonima cultivar nella Valle del Belice, prevalentemente nel territorio compreso tra Santa Margherita di Belice, Montevago, Castelvetrano, Santa Ninfa, Gibellina, Partanna, Campobello di Mazara, Poggioreale e Salaparuta. Essendo un'oliva a duplice attitudine, si produce un'ottima oliva da mensa. Raccolta da fine settembre, produce un olio dal profumo interessante e dal gusto particolarmente inteso e corposo, fruttato e con sentori di pomodoro, il Valle del Belice DOP (almeno 70%) e il Valli Trapanesi DOP. È consigliato per arrosti e contorni di verdure, sia crude sia cotte. Inoltre è uno degli oli con più polifenoli (340 mg/kg).
È l'unico prodotto in Europa ad avere due DOP per la stessa varietà: "Valle del Belìce" per l'olio (GUCE L. 273 del 21.08.04) e "Nocellara del Belìce" per l'oliva da mensa (GUCE L. 15 del 21.01.98).
L'oliva Nocellara del Belice è usata anche per la produzione del Belicino, un formaggio siciliano riconosciuto prodotto agroalmentare tradizionale (PAT).